# The Contract
«The Contract» — песня американской группы Twenty One Pilots. Она была выпущена 12 июня 2025 года на лейбле Fueled by Ramen в качестве ведущего сингла их предстоящего восьмого студийного альбома Breach (2025). Она была написана фронтменом Тайлером Джозефом, частыми соавторами Полом Мини, Yungblud и Мэттом Шварцем и спродюсирована первыми двумя. Песня достигла 33-го места в британском чарте синглов UK singles chart, став третьей по высшей позиции песней в чарте после «Stressed Out» (№ 12 в 2015 году) и «Heathens» (№ 5 в 2016 году).

## Предыстория
Twenty One Pilots выпустили свой седьмой альбом Clancy 24 мая 2024 года. Визуальный альбом должен был стать завершением десятилетней концептуальной серии дуэта, которая началась с Blurryface (2015), но его заключительный трек «Paladin Strait» закончился на клиффхэнгере. Во время дат Clancy World Tour в мае 2025 года группа поделилась серией загадочных подсказок и пасхальных яиц в своих аккаунтах в социальных сетях, которые намекали на продолжение серии.
21 мая 2025 года дуэт объявил о своем восьмом студийном альбоме Breach[5], который выйдет в сентябре того же года. Вместе с анонсом альбома они раскрыли название главного сингла «The Contract» и дату его релиза — 12 июня.

## Композиция
В звучании «The Contract» сочетает в себе элементы ню-метала, эмо, хип-хопа и гиперпопа, но не относится явно ни к одному из этих стилей. В текстах «The Contract» присутствуют, казалось бы, тревожные тексты, в которых рассказчик боится «некроманта» снаружи и занимается параноидальными действиями, такими как проверка дверей и окон и соблюдение тишины.

## Музыкальное видео
Сопутствующий музыкальный видеоклип для «The Contract» был снят Фредериком Де Пончаррой и выпущен в тот же день, что и сингл. Видеоклип продолжается сразу после окончания «Paladin Strait» и показывает дуэт, хаотично выступающий в окружении существ со светящимися красными глазами. Видео завершается тем, что барабанщик Джош Дан вручает фронтмену Тайлеру Джозефу униформу, визуальный образ которого отражен на обложке альбома Breach.

## Отзывы
Mix Vale похвалил «The Contract» как «обширный» трек и «заявление о намерениях» для следующего этапа Twenty One Pilots. Кори Гроу из Rolling Stone похвалил эклектичную постановку песни, описав ее как «тотальную сенсорную атаку». В менее позитивном обзоре Паоло Рагуза из Consequence оценил преданность группы своему десятилетнему повествованию и сравнил песню с альбомом Linkin Park Meteora, упомянув «ню-метал-твист». Однако в конечном итоге он нашел «The Contract» «откровенно отвратительным».

## Участники записи
По данным сервиса Tidal, если не указано иное.

### Twenty One Pilots
- Тайлер Джозеф — вокал, фортепиано, синтезатор, бас, гитара[10], автор песен, продюсирование
- Джош Дан — ударные, перкуссия

### Дополнительный персонал
- Paul Meany — продюсирование, автор песен
- Yungblud — автор песен
- Matt Schwartz — автор песен
- Adam Hawkins — сведение
- Joe LaPorta — мастеринг
- Unnus Latif — техник по ударным[13], помощник звукорежиссёра

## Чарты

### Еженедельные чарты
| Чарт (2025)                                | Высшая позиция |
| ------------------------------------------ | -------------- |
| Ирландия (IRMA)                            | 51             |
| Новая Зеландия (RMNZ)                      | 3              |
| Великобритания (OCC UK Singles)            | 33             |
| США (Billboard Rock & Alternative Airplay) | 18             |